# Sleeps with Angels
| Оценки критиков               | Оценки критиков |
| Источник                      | Оценка          |
| ----------------------------- | --------------- |
| AllMusic                      | [ 1 ]           |
| Dagblaðið Vísir               | [ 2 ]           |
| Encyclopedia of Popular Music | [ 3 ]           |
| The Music Box                 | [ 4 ]           |
| Роберт Кристгау               | A−              |

Sleeps with Angels (с англ. — «Храни ангелы твой сон») — двадцатый студийный альбом канадского рок-музыканта Нила Янга, выпущенный 16 августа 1994 года на лейбле Warner Records в виде двухдискового и однодискового релизов. Лонгплей был спродюсирован Дэвидом Бриггсом и стал седьмой пластинкой музыканта, записанной вместе с рок-группой Crazy Horse.

## История записи
Альбом был задуман в качестве сознательной попытки воссоздать некоторые атмосферные музыкальные эксперименты, которые Янг и Crazy Horse занимались в период работы над After the Gold Rush. Хотя бо́льшая часть пластинки была записана до этого, Янг сочинил заглавный трек под впечатлением от смерти лидера группы Nirvana Курта Кобейна, который процитировал его в своей предсмертной записке. В результате «Sleeps with Angels» оказался более схож с Tonight’s the Night, нежели с материалом начала 1970-х; альбом является практически стилистическим отражением (с пометкой на более трезвое состояние автора) этой записи, вплоть до использования олдскульного рекорд-лейбла Reprise Records, выпустившего оригинальный виниловый тираж Tonight’s the Night и CD-версию Sleeps with Angels. Тон альбома мрачен и задумчив, единственным исключением является вдохновлённая панк-роком песню «Piece of Crap». Две песни («Western Hero» и «Train of Love») содержат одну и ту же музыку с разным текстом. Композиция «Safeway Cart» звучит в саундтреке фильма Клер Дени «Красивая работа» (1999), во время марша.
Sleeps with Angels — единственный альбом Нила Янга, на котором он играет на флейте.

## Список композиций
Все песни написаны Нилом Янгом, за исключением отмеченных.
| №   | Название                | Автор(ы)                      | Длительность |
| --- | ----------------------- | ----------------------------- | ------------ |
| 1.  | «My Heart»              |                               | 2:44         |
| 2.  | «Prime of Life»         |                               | 4:02         |
| 3.  | «Driveby»               |                               | 4:43         |
| 4.  | «Sleeps with Angels»    |                               | 2:44         |
| 5.  | «Western Hero»          |                               | 4:00         |
| 6.  | «Change Your Mind»      |                               | 14:39        |
| 7.  | «Blue Eden»             | Молина, Сампедро, Тэлбот, Янг | 6:22         |
| 8.  | «Safeway Cart»          |                               | 6:29         |
| 9.  | «Train of Love»         |                               | 3:57         |
| 10. | «Trans Am»              |                               | 4:07         |
| 11. | «Piece of Crap»         |                               | 3:15         |
| 12. | «A Dream That Can Last» |                               | 5:27         |

## Участники записи
| - Нил Янг — гитара, гвоздевое пианино, аккордеон, флейта, губная гармоника, вокал Crazy Horse - Фрэнк «Пончо» Сампедро — гитара, рояль, электрическое фортепиано, клавишные, маримба, бэк-вокал - Билли Тэлбот — бас-гитара, вибрафон, маримба, бэк-вокал - Ральф Молина — ударные, бэк-вокал Технический персонал - Дэвид Бриггс — продюсер, микширование - Нил Янг — продюсер, микширование - Джон Хэнлон — звукоинженер, микширование - Чад Блинман — ассистент звукоинженера | - Роланд Альварез — ассистент звукоинженера - Джо Гаствирт — цифровое редактирование, мастеринг - Тим Маллиган — ассистент по мастерингу - Тим Фостер — менеджер производства - Беттина Бриггс — координатор производства - Сал Трентино — техник усилителей - Джим Хоман — гитарный техник - Джерри Конфорти — техник ударной установки - Марк Хамфрис — наладчик и координатор цифровых мониторов |

## Хит-парады
| Чарт (1994)                      | Высшая позиция |
| -------------------------------- | -------------- |
| Австралия (ARIA)                 | 23             |
| Австрия (Ö3 Austria)             | 12             |
| Канада (RPM Top Albums/CDs)      | 7              |
| Нидерланды (Album Top 100)       | 10             |
| Германия (Offizielle Top 100)    | 11             |
| Новая Зеландия (RMNZ)            | 17             |
| Норвегия (VG-lista)              | 4              |
| Швеция (Sverigetopplistan)       | 2              |
| Швейцария (Schweizer Hitparade)  | 13             |
| Великобритания (UK Albums Chart) | 2              |
| США (Billboard 200)              | 9              |

| Год  | Сингл              | Чарт                   | Высшая позиция |
| ---- | ------------------ | ---------------------- | -------------- |
| 1994 | «Change Your Mind» | Mainstream Rock Tracks | 18             |